# Nothobartsia
Nothobartsia ist eine Pflanzengattung in der Familie der Sommerwurzgewächse (Orobanchaceae). Die nur zwei Arten kommen nur in Südwesteuropa und in Marokko vor.

## Beschreibung
Nothobartsia sind ausdauernde, krautige Pflanzen, deren Stängel aufrecht wachsen, meist verzweigen und an der Basis verholzen. Die Laubblätter sind eiförmig bis elliptisch geformt, haben eine Länge von 12 bis 30 mm und sind 4 bis 17 mm breit. Die Blattränder sind eingerollt und gekerbt bis gezähnt. Die Blätter und der Blütenkelch sind mit bis zu 0,4 mm langen, drüsigen und gestielten Trichomen besetzt.
Die Blüten werden von Tragblättern begleitet, die ganzrandig deutlich kleiner als die Laubblätter sind und dicht angeordnet sind. Die Blütenstiele sind kurz und aufwärts gerichtet. Der Kelch ist röhren-glockenförmig und auf bis zu der Hälfte der Länge in schmal-dreieckige Kelchzipfel geteilt. Die Krone ist in Kronröhre, Helm und Unterlippe geteilt. Die Kronröhre ist deutlich länger als der Kelch und der Helm. Der Helm wird von den zwei miteinander verwachsenen Kronzipfeln der Oberlippe gebildet, er ist ganzrandig und etwas länger oder genau so lang wie die Unterlippe. Er ist mit drüsigen Trichomen von 0,05 bis 0,2 mm Länge behaart. Die Unterlippe ist in drei Zipfel unterteilt und ist zweimal gerippt. Die Zipfel sind rechteckig bis eiförmig und an der Spitze abgerundet oder dreieckig. Die Staubfäden sind papillös; die Staubbeutel stehen im rechten Winkel zu den Staubfäden, sind weiß bärtig behaart und an der Basis stachelspitzig. Die Theken springen nur im äußeren (distalen) Bereich auf 3/4 bis 4/5 der Länge auf. Die Pollenkörner sind 34 bis 37 × 35 bis 40 µm groß, die Pollenkornwand (Exine) ist retipilat skulpturiert. Der Griffel ist gerade und an der Spitze abwärtsgebogen. Die Narbe ist nahezu kopfig.
Die mit Borsten besetzten Kapselfrüchte sind verkehrt-eiförmig und 2,1- bis 3,2-mal so lang wie breit. Die Kapselfrüchte enthalten 24 bis 32 (selten bis 38) hängende Samen. Die Samen sind bei einer Länge von 2 bis 2,5 Millimetern sowie einer Breite von 0,7 bis 1 Millimetern spindelförmig. Die Samen sind längsseitig schmal geflügelt und die Flügel sind 0,1 bis 0,25 Millimetern breit.

## Systematik und Verbreitung
Das Verbreitungsgebiet der zwei Arten liegt im Südwesten Europas und in Marokko.

### Taxonomie
Die Gattung Nothobartsia wurde 1992 durch Markus Bolliger und Ulf Molau aufgestellt. Die zwei Arten wurden zuvor meist den Bartsia zugeordnet. Der Gattungsname Nothobartsia ehrt den deutschen Arzt und Botaniker Johann Bartsch (1709–1738). Die Typusart ist Nothobartsia aspera (Brot.) Bolliger & Molau.

### Äußere Systematik
Die Gattung Nothobartsia unterscheidet sich von den Bartsia durch den nichtdrüsigen, mehrfach verzweigten Stängel, die verlängerten Blütenstände mit den gegenüber den Laubblättern abgeänderten Tragblättern und durch die Form der Kapseln, die hängende, schmal geflügelte Samen enthalten. Von der ebenfalls nah verwandten Gattung der Zahntroste (Odontites) unterscheidet sich die Gattung durch die breiteren Laubblätter und die Pollenkornoberfläche. Von den Augentrosten (Euphrasia) unterscheidet sich die Gattung durch den ganzrandigen Helm der Blüten.

### Innere Systematik
Innerhalb der Gattung Nothobartsia werden zwei Arten unterschieden:
- Nothobartsia asperrima (Link) Benedí & Herrero (Syn.: Nothobartsia aspera (Brot.) Bolliger & Molau, Euphrasia aspera Brot. nom. illeg., Bartsia aspera (Brot.) Lange, Bartsia asperrima (Spreng.) Samp.): Sie kommt vom zentralen und südlichen Portugal bis ins südwestliche Spanien und in Marokko vor.[2][3]
- Nothobartsia spicata (Ramond) Bolliger & Molau (Syn.: Bartsia spicata Ramond): Sie kommt von den Pyrenäen bis ins nordwestliche Spanien vor.[2][3]